# Колев, Владимир
Владими́р Ко́лев (18 апреля 1953, София) — болгарский боксёр полусредней весовой категории, в 1970-х годах выступал за сборную Болгарии. Бронзовый призёр летних Олимпийских игр в Монреале, вице-чемпион мира, обладатель бронзовой медали чемпионата Европы, победитель многих международных турниров и национальных первенств. Также известен как актёр, исполнял роли второго плана в нескольких американских фильмах и сериалах.

## Биография
Владимир Колев родился 18 апреля 1953 года в Софии. Первого серьёзного успеха на ринге добился в возрасте семнадцати лет, когда в лёгкой весовой категории выиграл молодёжное первенство стран Восточного блока. Два года спустя поднялся в полусредний вес и благодаря череде удачных выступлений удостоился права защищать честь страны на летних Олимпийских играх 1972 года в Мюнхене. На Олимпиаде он, тем не менее, выбыл из борьбы за медали уже после второго своего матча на турнире, проиграв со счётом 1:4 Дэвиду Джексону из Уганды.
В 1973 году Колев завоевал золотую медаль на чемпионате Балканских стран, а также, выступая в первом среднем весе, взял бронзу на первенстве Европы в Белграде. Через два года вновь был лучшим на Балканах, однако на чемпионате Европы не смог одолеть немца Ульриха Байера и не попал в число призёров. В 1974 году ездил на впервые проведённый чемпионат мира в Гавану, сумел дойти там до финала и выиграл тем самым серебряную медаль. Будучи одним из лидеров национальной сборной, в 1976 году прошёл квалификацию на Олимпийские игры в Монреаль, дошёл здесь до стадии полуфиналов, после чего был нокаутирован кубинцем Андресом Альдамой.
Получив бронзовую олимпийскую медаль, Владимир Колев ещё в течение трёх лет продолжал активно выходить на ринг и принимать участие в различных международных турнирах. В 1979 году в очередной раз выиграл полицейский чемпионат стран советского блока, после чего принял решение завершить карьеру спортсмена. В 80-е годы эмигрировал в США. Начал активно сниматься в кино лишь в начале 2000-х (роли второго плана), — всего около 30. Одна из известных ролей — таксиста в фильме «Человек с кричащим мозгом».

## Фильмография (избранная)
- 1984 — «Не знаю, не слышу, не вижу[болг.]»
- 1985 — «Романтичная история[болг.]»
- 2002 — «Погружение в бездну[англ.]»
- 2002 — «Перехватчики 2»
- 2002 — «Питон 2[англ.]»
- 2005 — «Инопланетный апокалипсис»
- 2005 — «Человек с кричащим мозгом[англ.]»
- 2009 — «Тор: молот Богов[англ.]»